# Lauren McFall
Lauren McFall (* 9. Februar 1980 in Sacramento, Kalifornien) ist eine ehemalige US-amerikanische Synchronschwimmerin.

## Erfolge
Lauren McFall gewann mit der US-amerikanischen Synchronmannschaft bei den Panamerikanischen Spielen 2003 in Santo Domingo mit Gold ihre erste internationale Medaille. Sie verwiesen dabei Kanada auf Rang zwei und Brasilien auf Rang drei. Im selben Jahr gelangen McFall mit der US-Mannschaft zwei weitere Medaillengewinne bei den Weltmeisterschaften in Barcelona. Im Mannschaftswettbewerb sicherten sich die US-Amerikanerinnen Bronze und in der Kombination Silber.
Bei den Olympischen Spielen 2004 in Athen gehörte McFall ebenfalls zum US-amerikanischen Aufgebot in der Mannschaftskonkurrenz und führte die Auswahl als Kapitänin an. Die US-amerikanische Équipe, zu der neben McFall noch Anna Kozlova, Tamara Crow, Erin Dobratz, Rebecca Jasontek, Alison Bartosik, Sara Lowe, Stephanie Nesbitt und Kendra Zanotto gehörten, belegte schließlich den Bronzerang. Sie erhielten mit 97,667 Punkten genau einen Punkt weniger als die zweitplatzierten Japanerinnen und zwei Punkte weniger als die siegreichen Russinnen. Die Spiele waren McFalls letzter internationaler Wettkampf.
McFall ist seit 2016 mit dem ehemaligen Volleyballspieler Gabriel Gardner verheiratet, der 2008 Olympiasieger wurde, und hat mit ihm zwei gemeinsame Kinder.